# Куркимахи (Дахадаевский район)
Куркимахи (дарг. Курккимахьи) — село Дахадаевского района Дагестана. Входит в Ураринский сельсовет.

## География
Село находится на высоте 1326 м над уровнем моря. Ближайшие населённые пункты —Урари, Аяцури, Дуакар, Сутбук, Какаци, Мукракари, Мусклимахи, Урхнища, Уркутамахи 1, Туракаримахи.

## Население
| 1895 | 1926 | 1939 | 1970 | 1989 | 2002 | 2010 |
| ---- | ---- | ---- | ---- | ---- | ---- | ---- |
| 139  | ↘105 | ↘95  | ↗112 | ↘97  | ↗117 | ↗126 |
| 2021 |      |      |      |      |      |      |
| ↘113 |      |      |      |      |      |      |